# Kheyrūmandān
Kheyrūmandān (persiska: خیرومندان) är en ort i Iran.   Den ligger i provinsen Kermanshah, i den nordvästra delen av landet, 400 km väster om huvudstaden Teheran. Kheyrūmandān ligger 1 493 meter över havet och antalet invånare är 137.
Terrängen runt Kheyrūmandān är lite bergig. Runt Kheyrūmandān är det ganska tätbefolkat, med 124 invånare per kvadratkilometer. Närmaste större samhälle är Kangāvar, 18,3 km norr om Kheyrūmandān. Trakten runt Kheyrūmandān består i huvudsak av gräsmarker.